# Parti unioniste d'Ulster
Pour les articles homonymes, voir Parti unioniste et UUP.
Le Parti unioniste d'Ulster (anglais : Ulster Unionist Party, UUP) est un parti politique d'Irlande du Nord. Conservateur, il défend l'union de l'Irlande du Nord au Royaume-Uni et donc reçoit un vote essentiellement protestant. Il est membre de l'Alliance des conservateurs et réformistes européens.
Depuis le 30 août 2024, son dirigeant est Mike Nesbitt.

## Histoire
Fondé en 1905, l’UUP a longtemps dominé la région. Entre la création du Parlement nord-irlandais, en 1921 (à la veille de la signature du traité anglo-irlandais, qui donne naissance à l’État libre d’Irlande), et sa suppression, en 1972 (quand l’Irlande du Nord repasse sous le contrôle direct de Londres), la région a été continuellement dirigéée par l'UUP. À chaque élection, le parti parvenait à rassembler une majorité de suffrages protestants, quitte à attiser les tensions religieuses afin que le clivage interconfessionnel demeure prioritaire. La plupart de ses dirigeants étaient issus de l’ordre d’Orange, une puissante association maçonnique fondée dans le but de contrer la propagation du catholicisme.
Au cours des années 1960, lorsqu’un mouvement pour les droits civiques exige des réformes et la fin des pratiques discriminatoires contre la minorité catholique, le parti se divise sur l'attitude à adopter. Les militants les plus radicaux, opposés à toute concession, se regroupent au sein du Parti unioniste démocrate (DUP) et certains constituent des groupes paramilitaires violents. L'UUP perd à la fin des années 1990, à la suite de l'accord du Vendredi saint visant à mettre fin au conflit nord-irlandais, sa position dominante au profit de son rival, le DUP.
À l'issue des élections britanniques de mai 2005, le parti ne détient plus qu'un seul siège de député à Westminster (sur les 18 représentant l'Irlande du Nord), occupé par Sylvia Hermon, au lieu de six députés en 2001, en obtenant 127 314 voix soit 17,7 % des voix, notamment au profit du Parti unioniste démocrate (DUP). À ce moment, l'unique députée est indépendante.
En raison d'un accord électoral conclu avec le Parti conservateur britannique, l'UUP se présente avec lui aux élections de la Chambre des communes et du Parlement européen sous l'étiquette « Ulster Conservatives and Unionists - New Force ». Comme son homologue conservateur, il adhère le 22 juin 2009 au nouveau groupe des conservateurs et des réformateurs européens, au sein du Parlement européen.
Après avoir perdu son unique siège à Westminster en 2010, le parti en retrouve deux lors des élections de 2015. Il n'obtient aucun siège lors des élections de 2017 et 2019. Il se prononce pour le maintien du Royaume-Uni au sein de l'Union européenne.

## Résultats électoraux

### Élections générales britanniques
| Années     | Voix | Sièges  |
| ---------- | ---- | ------- |
| 1922       |      | 10 / 13 |
| 1923       |      | 10 / 13 |
| 1924       |      | 10 / 13 |
| 1929       |      | 9 / 13  |
| 1931       |      | 11 / 13 |
| 1935       |      | 9 / 13  |
| 1945       | 61,0 | 9 / 13  |
| 1950       | 62,8 | 10 / 12 |
| 1951       | 59,4 | 9 / 12  |
| 1955       | 68,5 | 10 / 12 |
| 1959       | 77,2 | 12 / 12 |
| 1964       | 63,2 | 12 / 12 |
| 1966       | 61,8 | 9 / 12  |
| 1970       | 54,3 | 8 / 12  |
| 1974 (fév) | 32,3 | 7 / 12  |
| 1974 (oct) | 36,5 | 6 / 12  |
| 1979       | 36,6 | 5 / 12  |
| 1983       | 34,0 | 11 / 17 |
| 1987       | 37,8 | 9 / 17  |
| 1992       | 34,5 | 9 / 17  |
| 1997       | 32,7 | 10 / 18 |
| 2001       | 26,7 | 6 / 18  |
| 2005       | 17,7 | 1 / 18  |
| 2010       | 15,2 | 0 / 18  |
| 2015       | 16,0 | 2 / 18  |
| 2017       | 10,3 | 0 / 18  |
| 2019       | 11,7 | 0 / 18  |
| 2024       | 12,2 | 1 / 18  |

### Élections parlementaires nord-irlandaises
| Année | Voix    | %     | Mandats  | Rang | Gouvernement              |
| ----- | ------- | ----- | -------- | ---- | ------------------------- |
| 1982  | 188 277 | 29,1  | 26 / 78  | 1er  |                           |
| 1996  | 181 829 | 24,2  | 30 / 110 | 1er  |                           |
| 1998  | 172 225 | 21,3  | 28 / 108 | 1er  | 1er Exécutif              |
| 2003  | 156 931 | 22,7  | 27 / 108 | 2e   | Vacance de l'exécutif     |
| 2007  | 103 145 | 14,9  | 18 / 108 | 3e   | 3e Exécutif               |
| 2011  | 87 531  | 13,2  | 16 / 108 | 3e   | 4e Exécutif               |
| 2016  | 87 302  | 12,6  | 16 / 108 | 3e   | Opposition                |
| 2017  | 103 314 | 12,9  | 10 / 90  | 3e   | 6e Exécutif (depuis 2020) |
| 2022  | 96 390  | 11,17 | 9 / 90   | 4e   |                           |

### Élections européennes
| Année | %    | Mandats | Rang | Groupe                                          |
| ----- | ---- | ------- | ---- | ----------------------------------------------- |
| 1979  | 21,9 | 1 / 3   | 1er  | DE                                              |
| 1984  | 21,5 | 1 / 3   | 3e   | DE (1984-1986), NI (1986-1987), GDE (1987-1989) |
| 1989  | 22,0 | 1 / 3   | 2e   | PPE-DE                                          |
| 1994  | 22,8 | 1 / 3   | 3e   | PPE (1994-1997), IEN (1997-1999)                |
| 1999  | 17,6 | 1 / 3   | 3e   | PPE-DE                                          |
| 2004  | 16,6 | 1 / 3   | 3e   | PPE-DE                                          |
| 2009  | 17,0 | 1 / 3   | 3e   | CRE                                             |
| 2014  | 13,3 | 1 / 3   | 3e   | CRE                                             |
| 2019  | 9,3  | 0 / 3   | 4e   |                                                 |

### Élections locales
| Année | Voix    | %    | Sièges    |
| ----- | ------- | ---- | --------- |
| 2001  | 181 336 | 22,9 | 154 / 582 |
| 2005  | 126 317 | 18,0 | 115 / 582 |
| 2011  | 100 643 | 15,2 | 99 / 583  |
| 2014  | 101 385 | 16,1 | 88 / 462  |
| 2019  | 95 320  | 14,1 | 75 / 462  |
| 2023  | 81 282  | 10,9 | 54 / 462  |